# Bobová dráha Prosek
Bobová dráha Prosek v Praze se nachází ve Vysočanech na stráni mezi ulicí Prosecká a železniční dráhou.

## Historie
Bobová dráha byla otevřena v roce 2003. Téměř 1 kilometr dlouhá dráha na dřevěné konstrukci je nerezová a umožňuje rychlost až 62 km/h, zpět jsou dvoumístné vozíky vyvezeny vlekem.
Délka tratě je 780 metrů, maximální rychlost 62 km/h. Trať má dvě zatáčky 360° – „osmička“ čtyři levé a tři pravé zatáčky. Délka vleku je 190 m, převýšení 45 m. Součástí areálu je umělé osvětlení pro noční jízdy.